# Culturele Revolutie (Libië)
De Culturele Revolutie werd op 15 april 1973 door de Libische leider Moammar al-Qadhafi in een toepraak afgekondigd. 
Qadhafi benoemde vijf doelstellingen:
1. De vorming van volkscomités in scholen, universiteiten, ziekenhuizen, ondernemingen en overheidsdiensten;[1]
2. De zuivering van het land van westerse ideeën, zoals communisme, atheïsme en kapitalisme;
3. Het uitbannen van alle ideeën en boeken die strijdig zijn met de Koran;
4. Het uitdelen van wapens aan het volk;
5. Het opheffen van alle bestaande wetten.

Honderden volkscomités werden opgericht, die vooral bestonden uit studenten en jongeren. In juni namen volkscomités radio- en televisiestations over. Honderden personen werden gearresteerd, soms op aangeven van deze comités. Bij de gearresteerden waren veel opposanten, communisten of leden van de moslimbroederschap ('islamitische fanatici'), die al ervoor bekend waren bij de veiligheidsdiensten. De volkscomités kon bestaande wetten of regels voordragen voor opheffing en nieuwe regels voorstellen. Maar hiervoor was de goedkeuring nodig van Revolutionaire Commandoraad, geleid door Qadhafi.
De afkondiging van de Culturele Revolutie zou voortspruiten uit het ongenoegen van Qadhafi over de trage vooruitgang van de geplande unie met Egypte. Door de afkondiging van de Culturele Revolutie wilde Qadhafi bestaande anti-Egyptische gevoelens bij de bevolking tegengaan. De Culturele Revolutie bloedde al dood in 1974 en kwam formeel ten einde in 1977 met de vorming van het Algemene Volkscongres als hoogste autoriteit in Libië. De Culturele Revolutie leidde wel tot een versterking van de positie van Qadhafi aan het hoofd van Libië.